# Stalne (Bakhtxissarai)
|  | Per a altres significats, vegeu «Stalne». |

Stalne (en (ucraïnès): Стальне) és un poble (un possiólok) de la República Autònoma de Crimea a Ucraïna, que el 2014 tenia 56 habitants. Pertany al districte de Bakhtxissarai.